# 공정택
공정택(孔貞澤, 1934년 1월 26일~2021년 10월 27일)은 대한민국의 교육공무원이다. 제16·17대 서울특별시교육감을 지냈다.
2008년 7월 30일 서울시 민선 교육감 선거에 당선된 첫 교육감이었으나, 선거법 위반으로 교육감 직위를 상실했다. 교육감 시절에 서울시교육청 측근 간부들로부터 뇌물을 상납받고 교원 부정승진을 지시한 혐의로 구속되었다.

## 생애
전라북도 남원 출신이다. 1957년 서울대학교 상과대학 경제학과를 졸업하였고, 1976년에는 고려대학교 교육대학원 중등행정과정을 수료하였고, 1999년에는 칼슨뉴먼 대학교에서 명예문학박사학위를 받았다.
1972년 4월부터 1978년 9월까지는 덕수상업고등학교에서 주임교사를 역임했고, 1982년 3월부터 1986년 8월까지는 성동여자실업고등학교에서 교감을, 1986년 9월부터 1991년 2월까지는 중랑중학교 교장, 1991년 3월부터 1994년 9월까지는 덕수상업고등학교 교장에 서울특별시 강동교육청교육장을 역임하였으며, 1996년부터 9월부터 1998년 2월까지는 서울특별시교육청 중등교육국장을 역임했다.
1998년 3월부터 2002년 8월까지 남서울대학교 총장을, 1998년 9월부터 2004년까지 서울특별시 교육위원을 거쳐 2004년 8월 16대 서울특별시교육감에 취임하였다.
교육감으로 당선되었을 당시, 초등학교에 수우미양가를 부활시키고, 경쟁을 도입하겠다는 발언을 해 사회적으로 큰 파장을 불러일으켰다.
2008년 7월 30일 서울특별시에서 최초로 직선제로 치러진 교육감 선거에서 주경복 후보를 누르고 17대 서울특별시 교육감으로 당선되었다. 교육감 후보는 정당에 소속되지 않는 것이 원칙이지만 공정택은 비공식적으로 한나라당의 지원을 받으며 정치인 선거 대리전 양상을 띄기도 했다.
그러나 2009년에 선거 비리 혐의로 교육감 지위를 상실했고, 2010년 3월 26일에 서울시교육감 시절에 서울시교육청 측근 간부들로부터 1억4600만원의 뇌물을 상납받고 교원 부정승진을 지시(특정범죄가중처벌에대한법률 위반 등)한 혐의로 구속되었다.
2010년 6월 16일에 징역 4년, 벌금 1억원, 추징금 1억4600만원을 선고받았으며, 10월 1일 항소심에서도 같은 형을 선고받았다. 또한 공정택과 뇌물을 주고받은 사람들을 포함하여 관계자들 55명이 무더기로 기소되어 '서울 교육사상 최악의 비리'라는 비판이 제기되기도 했다.
그 뒤 2011년 2월 10일, 징역 4년에 벌금 1억원, 추징금 1억 4, 600만원을 선고한 원심이 확정됐다.
종교는 개신교이다.

## 학력
- 남성고등학교
- 서울대학교 상과대학 경제학과 졸업
- 고려대학교 교육대학원 교육학 석사 졸업

### 비학위 수료
- 고려대학교 교육대학원 중등행정교육정책과정 수료

### 명예 박사 학위
- 미국 칼슨뉴먼 대학교 명예 문학박사

## 선거 비리 혐의
- 2008년 7월 시행된 교육감선거에서 사설학원업체로부터 무려 18억원에 달하는(신고한 총선거비용은 22억원) 선거비용을 차입하고,[6] 급식업체 등에서 돈을 받은 것으로 밝혀졌다.[7]

실제 정책에 있어서도 국제중학교 신설, 특목고 확대등의 정책을 통해 사교육시장의 활성화에만 기여하고 있다는 비판을 받고있다. 야당의원들은 현재 공정택 교육감의 사퇴를 주장하고 있다.
- 2009년 1월 13일에는 억대 차명계좌를 재산 신고 때 빠뜨린 혐의(지방교육자치에 관한 법률 위반) 등으로 검찰에 기소되었으며, 3월 10일에는 서울중앙지방법원 제21형사부(재판장 김용상 부장판사)로부터 당선무효형에 해당되는 벌금 150만원을 선고받고, 항소를 하였다.[8]

- 2009년 5월 27일 서울고등법원 형사6부에서 열린 항소심에서도 1심과 동일한 징역형이 구형되었으며, 2009년 6월 15일 대법원에 상고장을 제출하였다.[9]
- 2009년 10월 29일 대법원에서 당선무효형에 해당하는 벌금 150만원형이 선고됨으로써 교육감 직위를 상실했다.[10]

## 뇌물 수수
교육감 시절에 서울시교육청 측근 간부들로부터 뇌물을 상납받고 교원 부정승진을 지시한 혐의로 구속되었다.
교육감 재직 시기인 2008∼2009년 시교육청 간부들한테서 승진과 보직 발령 등의 편의를 봐주겠다며 1억4천600만원을 받은 혐의로 구속기소됐다.
2011년 대법원에서 징역4년, 벌금1억, 추징금1억4600만원을 선고 받고 복역중이다.
공정택은 이 과정에서 "100만원은 뇌물로 생각하지 않았다"고 말하기도 했다.

## 후속 대책
공정택의 뇌물 수수는 규모가 큰 것으로 교육계 전체에 큰 충격을 불러왔다. 이후 정부와 지자체 등을 중심으로 비리 근절 대책들이 쏟아져 나오기도 했다. 교장 인사권이 교육감에게 과도하게 집중되어 있다는 지적에 따라 교육과학기술부는 5%정도만 시범운영되던 교장 공모제를 전국 학교의 50%로 확대하기로 했다. 장학관, 장학사 등 전문직 선발시에도 외부 인사를 50% 참여하도록 해 투명성을 높이고, 전문직에서 교장으로 옮길 수 있는 기간도 기존 2년에서 4년으로 늘리기도 했다. 또한 서울시교육청은 시민 5~10명을 선발해 내부 감사에 투입하는 한편, 내외부 전문가로 구성된 감사자문위원회를 구성해 운영하기로 했다. 무제한 편성이 가능해 일부 교장이 '쌈짓돈'처럼 사용하던 업무 추진비는 학교 운영비의 2.5% 이상 사용할 수 없도록 했다. 또한 서울시교육청은 감사실 권한을 늘리고 감찰을 강화하겠다고 밝혔다. 그러나 교장의 권한은 거의 변한게 없어 어떠한 수를 써서라도 교장을 되고자 하는 이들이 많아 효과는 한정될 수 밖에 없다는 지적이 제기되었다.

## 당선무효자의 선거비용 반환 사건
당선무효자의 선거비용 반환 사건은 대한민국 헌법 판례이다.

### 사실관계
시교육감에 당선됐지만 당선무효형이 확정된 공정택에게 시선관위가 기탁금과 선거비용 보전액을 반환하라고 통지하자 시교육감은 "선거에서 일정 득표를 해 기탁금 등을 돌려받은 낙선자는 선거범죄로 형이 선고되더라도 기탁금 등이 환수되지 않는데 당선자만 형선고를 이유로 환수하는 것은 평등권을 침해한다"며 헌법소원을 냈다.

### 이유
"법에서 규정한 제재는 이미 선거에 입후보해 당선된 사람, 즉 공직취임의 기회를 이미 보장받았던 사람을 대상으로 하는 것이라서 공직취임의 기회를 배제하는 내용이라고 볼 수 없고 제재의 내용도 금전적 불이익의 부과뿐이라서 공무원신분의 부당한 박탈에 관한 규정이라고 할 수 없어 공무담임권이 제한되지 않는다"고 밝혔다. 헌재는 또 "기탁금 등의 반환은 공직선거후보자 중 일부가 일정한 정도를 넘는 선거범죄를 저지른 경우에는 당해 선거에 나타난 국민의 정치적 의사를 왜곡시키는 중대한 결과를 초래하고 그 선거범이 당사자인 경우에는 이미 실시된 선거를 무용한 것으로 만들어버려 재선거를 위한 추가적인 선거비용을 부담하게 하므로 엄중한 제재를 받도록 해야 한다"며 따라서 "이 사건 법률조항이 청구인의 재산권을 침해한 것은 아니다"고 판단했다.

### 반대의견
"기탁금제도 자체가 공직선거 후보자의 난립을 방지한다는 이유로 헌법상 제한사유도 없이 기본권을 제한하는 것으로서 위헌"이라며 "반환한 기탁금을 다시 환수하는 해당 법률조항 역시 위헌"이다.

## 주요 공약
- 초등학교 학력평가 학교 자율 실시
- 중·고등학교 교육청 주관 학력평가 실시
- 중·고등학교 보충학습 및 자율학습 자율 실시

### 교육 환경 개선
- 전 학교에 교무행정보조원, 사서보조원, 전산보조원 확대 배치
- 표준수업시수제와 교원법정정원 확보
- ‘학습자료 종합관리 지원센터’ 설치
- 교원연수원 분원 설치
- 학교급별 기출 문항 데이터베이스 구축

### 학교, 과목 선택
- 중고등학교 학교 배정 시 학생, 학부모 희망 반영
- 특수목적고, 특성화학교, 자율학교 등 확대 운영
- 자립형 사립고 시범 운영
- 소수 학생이 배우기 원하는 예체능, 외국어 교과목 개설

## 상훈
- 1974년 12월: 대한민국 문교부장관상 수상(국민교육헌장)
- 1977년 12월: 연구교사 표창(금상)/서울특별시교육감
- 1983년 12월: 대한민국 문교부장관상 수상(국민교육헌장)
- 1992년 5월: 연공상 표창/한국교원단체총연합회
- 2002년 8월: 대한민국 황조근정훈장
- 2007년 6월: 세계평화교육자국제연합 아카데미평화상 수상

## 역대 선거 결과
| 실시년도 | 선거            | 대수 | 직책   | 선거구     | 정당   | 득표수    | 득표율          | 순위 | 당락 | 비고           |
| -------- | --------------- | ---- | ------ | ---------- | ------ | --------- | --------------- | ---- | ---- | -------------- |
| 2008년   | 7·30 재보궐선거 | 17대 | 교육감 | 서울특별시 | 무소속 | 499,254표 | \| \| 40.09% \| | 1위  |      | 초선, 민선 4기 |
|          | 40.09%          |      |        |            |        |           |                 |      |      |                |

## 같이 보기
- 2008년 서울시 교육감 선거
- 곽노현
- 교육감

## 참고 문헌
- 헌법재판소 판례 2011.4.28. 2010헌바232
- 정수정 (2011년 5월 2일). “당선자 선거법위반으로 당선무효형 선고받은 경우 보전받은 선거비용·기탁금 환수는 합헌 헌법재판소 "청구인 재산권침해 안된다"”. 《법률신문》. 2018년 8월 22일에 원본 문서에서 보존된 문서. 2015년 5월 21일에 확인함.
- “헌재, 곽노현 ‘당선무효, 기탁금ㆍ선거비용 반환’ 헌법소원 합헌 신종철”. 《로이슈》. 2015년 3월 3일.
- 정회철, 최근 5년 중요헌법판례,윌비스, 2014.